# Amperemeter

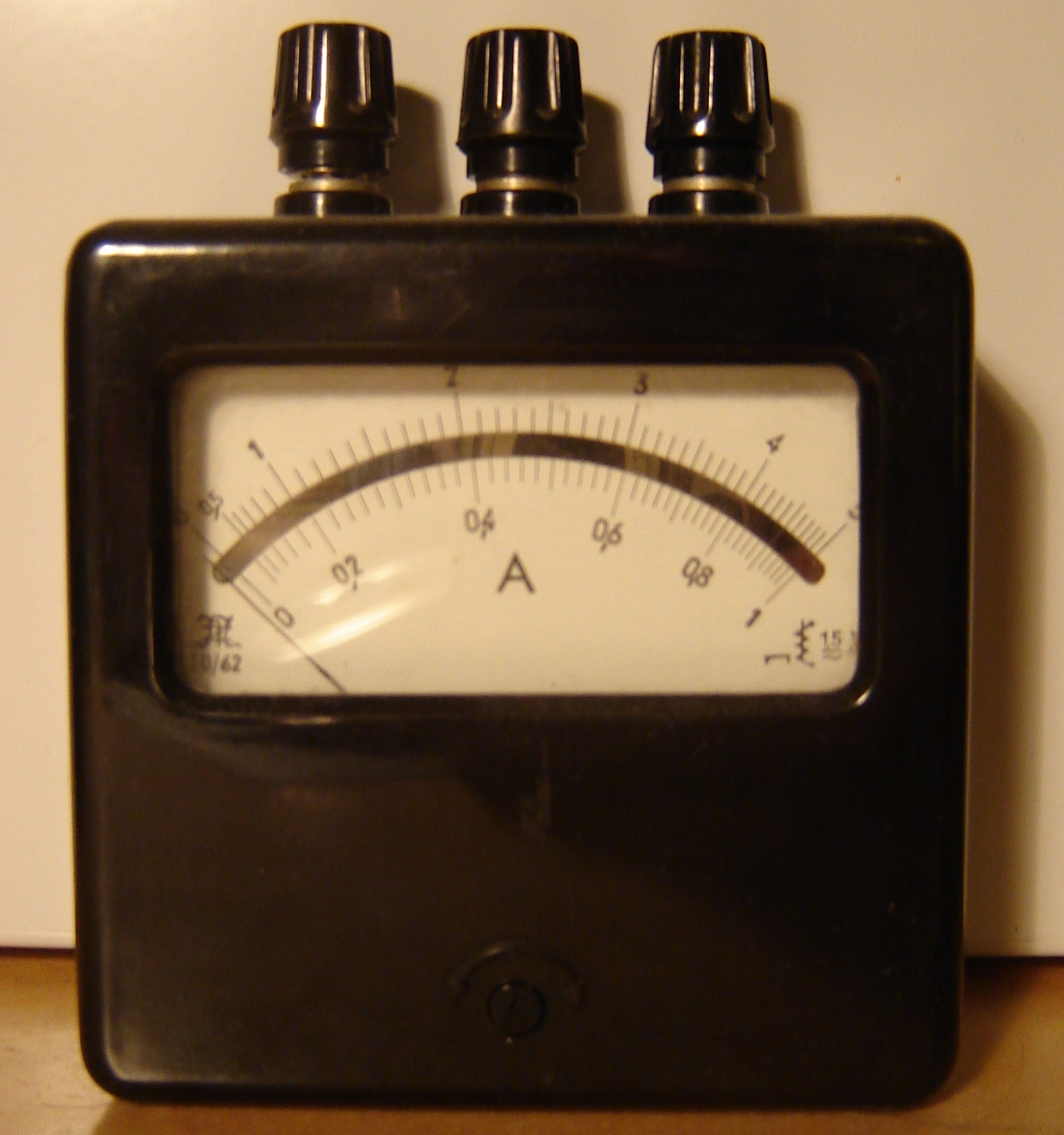
Analog amperemeter

Amperemeter är ett instrument som mäter elektrisk ström. Ordet kommer från ampere, SI-enheten för strömstyrka. Se även den franske fysikern André-Marie Ampère som efter borttagande av accenten gett sitt namn till denna enhet.

## Syfte och användning
Normalt måste man bryta upp den krets som ska mätas och koppla in amperemetern över brottstället. En sådan amperemeter bör ha så låg inre resistans som möjligt för att inte påverka mer än absolut nödvändigt. Kretsen ska helst inte märka någon skillnad mellan den inkopplade amperemetern och den ursprungliga, obrutna ledaren. Tidigare hade man endast vridspoleinstrument, nu används oftast digitala multimetrar.

## Tångamperemeter

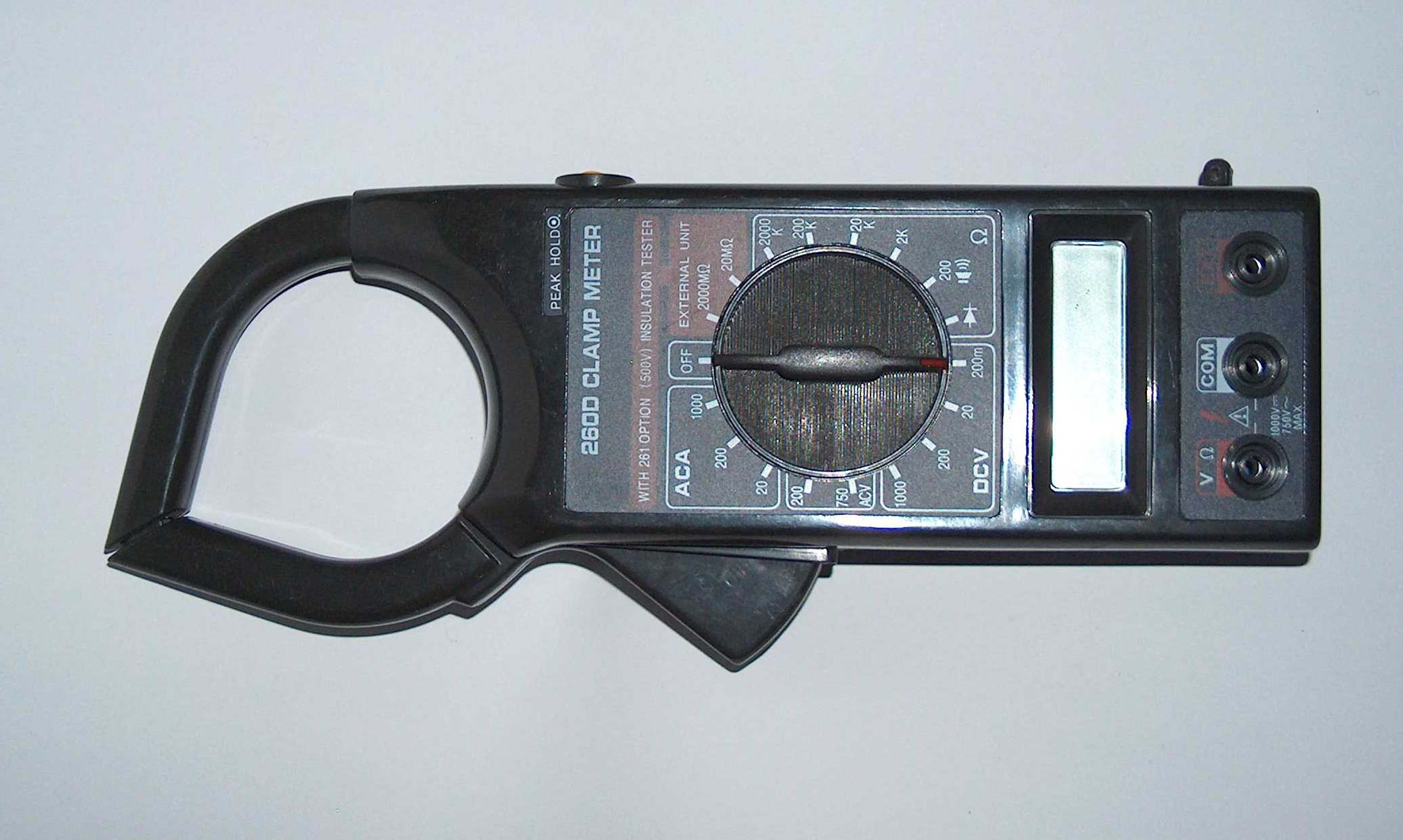
Mätinstrument med tång för strömmätning.

En tångamperemeter kan mäta växelström genom en kabel utan att bryta upp kretsen. En hovtångliknande anordning sluts då runt kabeln. Tången är gjord av något magnetiskt material och bildar kärnan i en transformator där kabeln man mäter över utgör primärspole. Med hjälp av en spole som är lindad kring tångens inre del kan man indirekt avläsa strömmen genom kabeln.
Det finns även tångamperemetrar för likström. Dessa fungerar med hjälp av halleffekten.
Tångamperemetrar mäter normalt strömmar i storleksordningen ampere, medan traditionella vridspoleinstrument klarar betydligt svagare strömmar, ner mot storleksordningen mikroampere. Elektroniska instrument kan mäta picoampere och mindre, och kallas för elektrometer.